# La Neuville-lès-Bray

La Neuville-lès-Bray este o comună în departamentul Somme, Franța. În 1 ianuarie 2022 avea o populație de 260 de locuitori.